# UBIAD1
UBIAD1‏ (UbiA prenyltransferase domain containing 1) هوَ بروتين يُشَفر بواسطة جين UBIAD1 في الإنسان.